# Domingo Pérez (calciatore)
Domingo Salvador Pérez Silva (Paysandú, 7 giugno 1936 – Paysandú, 16 agosto 2024) è stato un calciatore uruguaiano, di ruolo attaccante.

## Carriera

### Nazionale
Nel 1959 partecipò con la nazionale celeste al Campeonato Sudamericano de Football svoltosi in Ecuador, terminato con l'affermazione dei celesti.
Nel 1967 prese parte al Campeonato Sudamericano de Football 1967, svoltosi in patria, vincendolo.

## Palmarès

### Nazionale
- Coppa America: 2

Ecuador 1959
Uruguay 1967